# São Tomé og Príncipe ved sommer-OL 2020
São Tomé og Príncipe deltog under Sommer-OL 2020 i Tokyo som blev afviklet i perioden 23. juli til 8. august 2021.

## Medaljer
| 2020 Tokyo           | Guld | Sølv | Bronze | Total |
| São Tomé og Príncipe | 0    | 0    | 0      | 0     |

### Medaljevinderne
| São Tomé og Príncipe under sommer-OL 2020 i Tokyo | São Tomé og Príncipe under sommer-OL 2020 i Tokyo | São Tomé og Príncipe under sommer-OL 2020 i Tokyo | São Tomé og Príncipe under sommer-OL 2020 i Tokyo | São Tomé og Príncipe under sommer-OL 2020 i Tokyo |
| Medalje                                           | Navn                                              | Sport                                             | Event                                             | Dato                                              |
| ------------------------------------------------- | ------------------------------------------------- | ------------------------------------------------- | ------------------------------------------------- | ------------------------------------------------- |
| -                                                 | -                                                 | -                                                 | -                                                 | -                                                 |